# Grimbergen
Grimbergen ist eine belgische Gemeinde in der Provinz Flämisch-Brabant in der Region Flandern mit 39.860 Einwohnern (Stand 1. Januar 2024). Sie liegt am nördlichen Rand der Agglomeration Brüssel und besteht neben dem namensgebenden Hauptort aus den Ortsteilen Beigem, Humbeek und Strombeek-Bever.
Das Stadtzentrum von Brüssel liegt etwa 10 Kilometer (km) südlich, Mechelen 13 km nordwestlich und Antwerpen 32 km nördlich.
Die nächsten Autobahnabfahrten sind Grimbergen und Vilvoorde am nördlichen Brüsseler Autobahnring sowie Meise an der A12 im Westen. 

In Schaerbeek/Schaarbeek und Vilvoorde befinden sich die nächsten Regionalbahnhöfe und in Brüssel halten auch überregionale Schnellzüge. 

Der Flughafen Brüssel National nahe der Hauptstadt etwa 10 km östlich der Gemeinde Grimbergen ist ein Flughafen von internationaler Bedeutung.
In Grimbergen liegt eine Prämonstratenserabtei  mit der Kirche St. Servatius, die auch für das Abteibier Grimbergen bekannt ist, das seit 1958 durch die belgische Brauerei Alken-Maes gebraut wird.
Der Bau des Eurostadions, eines neuen Fußball-Nationalstadions auf einem Grundstück an der Grenze zur Hauptstadt, wurde in den 2010er-Jahren geplant, scheiterte jedoch am Widerstand in der Gemeinde sowie am negativen Ergebnis der Umweltverträglichkeitsprüfung.

## Politik

### Stadtrat
- Vooruit – Gr: 7
- VLD: 4
- CD&V: 7
- N-VA: 3
- VB: 8
- Sonst.: 4

Nach der Wahl kam es zu einer Koalition aus VB, CD&V und NVA. 
 Sie kommen zusammen auf 18 der 33 Sitze. 
 Die Koalition wurde 12 Tage nach der Wahl geschmiedet. Diese Koalition gab es auch schon nach der Wahl 2018, nach dem die Partei OpenVLD durch CD&V ersetzt wurde.
Die Partei VB ist seit der Kommunalwahl als Vernieuwing (Erneuerung) angetreten.
- Vooruit: 5
- Vooruit – Gr: 11
- Groen: 12
- UF: 12
- VLD: 29
- CD&V: 32
- CDV – NVA: 10
- N-VA: 13
- VB: 33
- Sonst.: 4

CD&V, OpenVLD, Groen und Vooruit – Gr haben eine Mehrheit von 84 Sitzen.
- CD&V: 32
- VLD: 29
- Groen: 12
- Vooruit – Gr: 11
- VB: 33
- N-VA: 13
- UF: 12
- CDV – NVA: 10
- Vooruit: 5
- Sonst.: 4

## Wappen
Beschreibung: Der goldene Schild mit einem blauen Balken doppelter Breite wird von einem roten Andreaskreuz überdeckt.

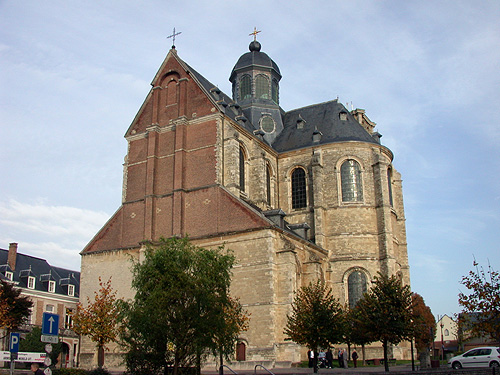
Abteikirche Grimbergen
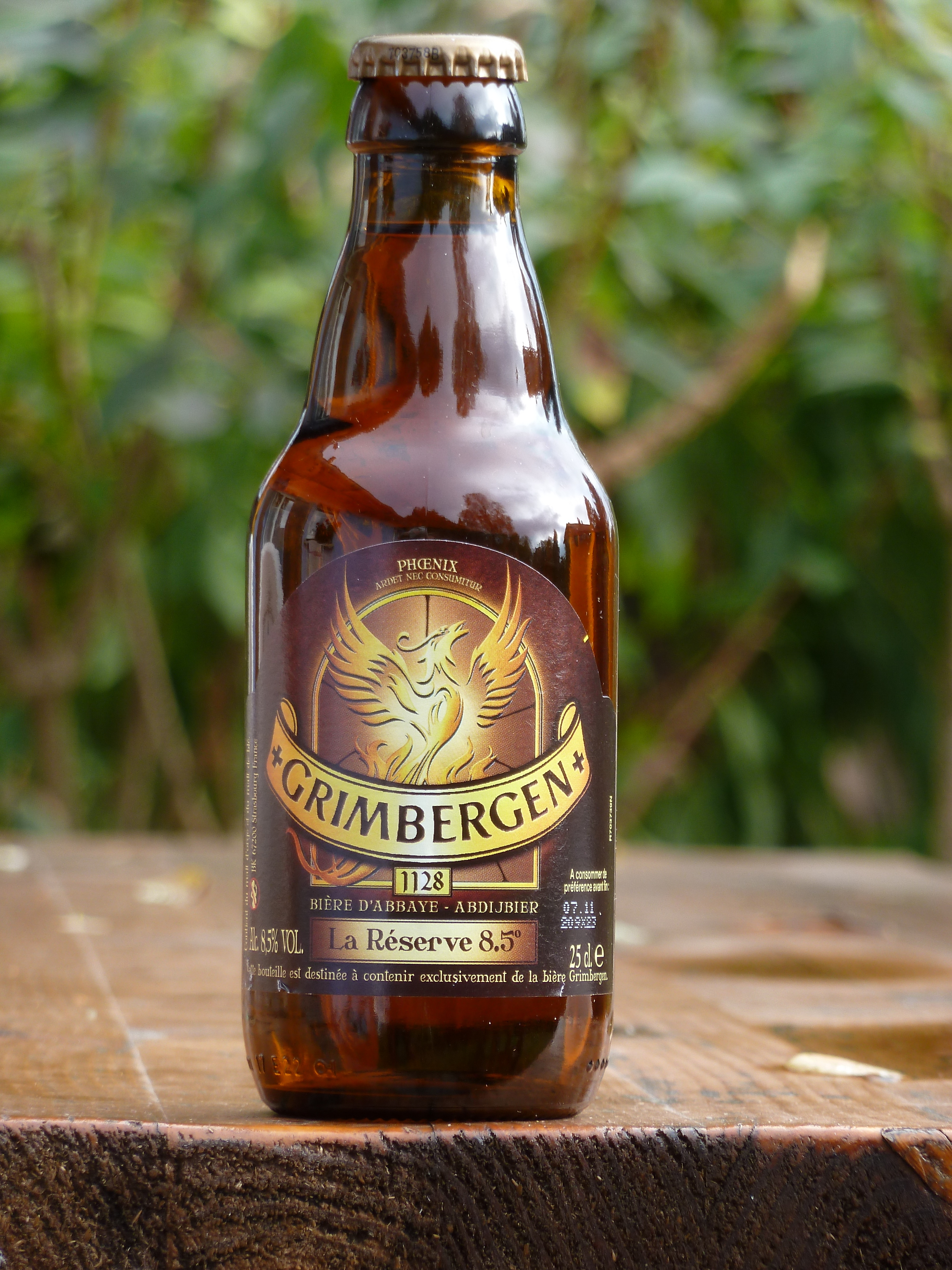
Grimbergen La Réserve 8.5°

## Persönlichkeiten
- Hugo Broos (* 1952), Fußballspieler und -trainer
- Iniaz Steyaert (* 1998), Eishockeyspieler

## Partnerstädte
Seit 1998 besteht zwischen Grimbergen und der österreichischen Stadtgemeinde Saalfelden am Steinernen Meer eine Städtepartnerschaft.